# Westatlantische Reiterkrabbe

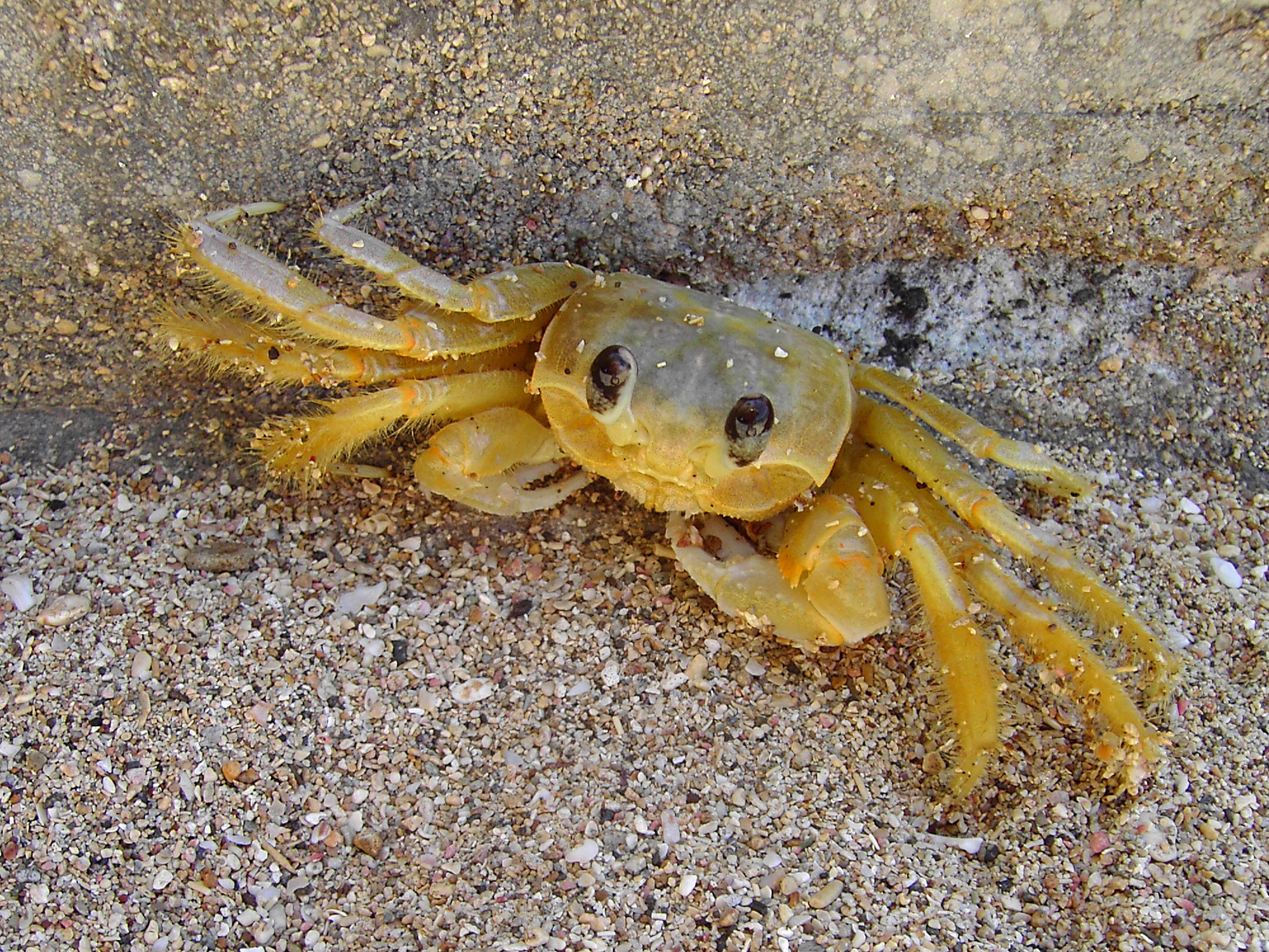
Westatlantische Reiterkrabbe bei Calibishie (Dominica)

Die Westatlantische Reiterkrabbe (Ocypode quadrata), auch Rennkrabbe genannt, ist eine Art in der Gattung Reiterkrabben aus der Ordnung der Zehnfußkrebse.

## Merkmale
Die Westatlantische Reiterkrabbe hat einen typischen Krabbenhabitus mit einem mehr oder minder viereckigen Panzer auf dem Vorderkörper, der als Carapax bezeichnet wird. Dieser trägt je einen einzelnen Dorn an den anterior-lateralen Ecken. Der Hinterleib ist sehr stark zurückgebildet und wird dicht anliegend unter den Vorderkörper geschlagen. Die Tiere erreichen eine Seitenlänge von etwa 30 mm. Die Stielaugen und die für sie vorgesehenen Kehlungen sind ungewöhnlich lang. Die Scheren sind kurz und bei beiden Geschlechtern rechts und links unterschiedlich ausgebildet. Ob das Zahlenverhältnis wie bei den männlichen Winkerkrabben nahe bei 50 : 50 liegt ("razemischer Verteilungsmodus") oder eine Scherenseite bevorzugt ist, wäre offenbar noch zu erforschen. Die Farbe der Krabben variiert von grau, über Pfefferfarben bis blassgelb, abhängig von der Farbe des Sandes auf dem das Individuum lebt.

## Verbreitung und Lebensraum
Das Verbreitungsgebiet der Westatlantischen Reiterkrabben reicht im Norden bis Rhode Island in den Vereinigten Staaten und im Süden bis Santa Catarina in Brasilien. Verbreitungsschwerpunkte liegen in Florida und in der Karibik.
Die Art lebt amphibisch an Sandstränden. Dabei gräbt sie unterirdische „U“-förmige Galerien, die der Belüftung wegen bis in den Bereich des Strandes verlaufen, der höher liegt als die Gezeiten reichen.

## Ernährung
Die Westatlantische Reiterkrabbe ist ein Fleischfresser; sie ernährt sich von angespülten toten Fischen und von Muscheln vor allem der Gattung Donax (Dreiecksmuscheln), aber auch von anderen Schalenweichtieren. Auch Mittelkrebse oder Insekten (hauptsächlich Fliegen) werden von ihr gejagt.

## Lebensweise
Die Krabben werden vor allem gegen Abend aktiv und beginnen in der Dämmerung mit der Jagd. Sie bewegen sich – seitwärts – sehr schnell über den Strand: "Bei Gefahr laufen sie mit so großer Geschwindigkeit zu ihrer Höhle, dass ein Mensch kaum folgen kann". Daher auch ihr zweiter deutscher Name Rennkrabben. Fühlen sie sich bedroht, fliehen sie auch in das Wasser. Den Tag verbringen die Krabben in ihren unterirdischen Galerien, an denen sie dann graben.
Westatlantische Reiterkrabben produzieren im Wesentlichen drei verschiedene Geräusche. Ein reißendes Geräusch mit einer Schere am Substrat, eine raspelnde Stridulation mit den Beinen, und ein blubberndes Geräusch, das die Krabben im Kiemenraum erzeugen.
Der Kampf unter Männchen ist stark ritualisiert und es kommt dabei meistens nicht zu Berührungen. Begonnen wird in der Regel mit einer einfachen Drohgeste, in der das größere Scherenbein schildartig vor den Körper gehalten wird. Eine Steigerung ist das Hochrecken des Körpers auf den Beinen. Ein eingeschüchterter Gegner sinkt zu Boden zur „Demutsgeste“. Aus der Drohhaltung heraus kann es auch zum Schiebekampf und zum gegenseitigen Anspringen kommen.

## Fortpflanzung und Entwicklung
Die befruchteten Eier werden eine gewisse Zeit von den Weibchen an Borsten der Bauchseite getragen. Sobald sie schlupfreif sind, werden sie im Meerwasser abgeschüttelt. Die Entwicklung umfasst, nach einem planktonischen Stadium, fünf Larvenstufen, bevor sie zum ersten Krabbenstadium führt. Die Entwicklung der Jungtiere dauert ungefähr zwei Monate.

## Filme
- Hermann Schöne: Ocypode quadrata (Ocypodidae) - Drohen und Kampfverhalten. SW, 5 min; Veröff.: IWF (Göttingen), 1965